# The Tube
The Tube fue una serie de televisión británica que estuvo al aire durante cinco temporadas, entre el 5 de noviembre de 1982 y el 26 de abril de 1987. El programa consistía en presentaciones en vivo de bandas de rock y pop, y fue producido por Tyne Tees Television para Channel 4. The Tube fue conducido en vivo por los presentadores Jools Holland, Paula Yates, Leslie Ash, Muriel Gray, Gary James, Michel Cremona, Felix Howard, Tony Fletcher, Nick Laird-Clowes y Mike Everitt. La marca fue relanzada por Channel 4 como una estación radial en el año 2006.

## Artistas invitados
En The Tube realizaron presentaciones en vivo bandas y artistas como ABC, Art of Noise, The Assembly, Associates, Aztec Camera, B.B. King, Big Country, Blancmange, Bon Jovi, The Boomtown Rats, Cardiacs, Chaka Khan, Cliff Richard, Cocteau Twins, The Cramps, Culture Club, Curiosity Killed the Cat, Cyndi Lauper, The Damned, Dennis Brown con Sly and Robbie, Depeche Mode, Dexys Midnight Runners, Die Ärzte, Dire Straits, Divine, Stephen Duffy, Duran Duran, Dio, Echo & the Bunnymen, Bow Wow, Elvis Costello, Eurythmics, The Fall, Fatal Charm, Flock of Seagulls, Frankie Goes to Hollywood, Charged G.B.H., Gary Moore, Go West, Grandmaster Flash and the Furious Five, Gregory Isaacs y Roots Radics, Gun Club, Hanoi Rocks, Heaven 17, Howard Jones, The Human League, Icicle Works, Iggy Pop, Immaculate Fools, INXS, Judas Priest, Kajagoogoo, Killing Joke, King Sunny Adé, Level 42, Lloyd Cole and the Commotions, Madness, Madonna, Magnum, Meat Loaf, Motörhead, New Model Army, Ofra Haza, OMD, Pat Benatar, Paul Young, Pet Shop Boys, Prefab Sprout, The Pretenders, Queen, The Proclaimers, Propaganda, The Psychedelic Furs, Public Image Ltd, The Rainmakers, Robert Palmer, R.E.M., Scraping Foetus off the Wheel, Shalamar, Silent Running, Simple Minds, Simply Red, Siouxsie and the Banshees, Soft Cell, Spear of Destiny, SPK, Squeeze, Stump, The Style Council, Sylvester, Talk Talk, Tears for Fears, Terence Trent D'Arby, Terry and Gerry, The Smiths, The Cult, The Cure, The Dream Academy, The Jam, The Mission, The Pogues, The Pretenders, The Stranglers, The Toy Dolls, The Weather Girls, Then Jerico, Thin Lizzy, Thomas Dolby, Thompson Twins, Tina Turner, Tom Waits, Twisted Sister, U2, Ultravox, Voice of the Beehive, Wall of Voodoo, Wham!, Whitney Houston, XTC, Yarbrough and Peoples, Yazoo y ZZ Top.

## Transmisiones
| Serie | Inicio                 | Final               | Episodios |
| ----- | ---------------------- | ------------------- | --------- |
| 1     | 5 de noviembre de 1982 | 18 de marzo de 1983 | 20        |
| 2     | 28 de octubre de 1983  | 13 de abril de 1984 | 25        |
| 3     | 5 de octubre de 1984   | 29 de marzo de 1985 | 26        |
| 4     | 11 de octubre de 1985  | 4 de abril de 1986  | 26        |
| 5     | 31 de octubre de 1986  | 24 de abril de 1987 | 24        |

## Discografía
- The Very Best of The Tube - Varios Artistas, Universal Records, 4 de noviembre de 2002[3]